# David Williams (giocatore di poker)
David Williams (Arlington, 9 giugno 1980) è un giocatore di poker statunitense.

## Biografia
Per Williams il successo arrivò alle WSOP 2004 quando centrò il tavolo finale del $10.000 No-Limit Hold'em Main Event dove concluse al secondo posto, vincendo $3.500.000, dietro al vincitore del torneo Greg Raymer. Due mesi dopo terminò sempre secondo alla tappa del WPT Borgata Open vincendo $573.800.
Ha vinto un braccialetto alle WSOP 2006 nell'evento $1.500 Seven Card Stud, incassando $163.118.
Nel 2010 è riuscito a vincere il $25.000 WPT World Championship battendo Eric Baldwin ed aggiudicandosi un primo premio di $1.530.537.
Al gennaio 2012 le sue vincite totali nei tornei live superano i $7.900.000, di cui $4.317.983 derivanti esclusivamente dalle WSOP.

## Braccialetti WSOP
| Anno | Torneo                 | Premio   |
| ---- | ---------------------- | -------- |
| 2006 | $1.500 Seven card stud | $163.118 |